# Smolec
Smolec (do 1945 niem. Schmolz, 1945–1947 Smolice Śląskie) – wieś w Polsce położona w województwie dolnośląskim, w powiecie wrocławskim, w gminie Kąty Wrocławskie. W latach 1945–1954 siedziba gminy Smolec.
W latach 1975–1998 miejscowość administracyjnie należała do województwa wrocławskiego.
Najstarsza informacja o Jeschcone von Smolcz (Jaśku ze Smolca) pochodzi z dokumentu wystawionego przez księcia wrocławskiego Henryka VI Dobrego w dniu 4 stycznia 1316 roku. Tego dnia książę nadał prawo do wybudowania młyna w Maślicach wrocławskiemu zakonowi klarysek. Jaśko ze Smolca występuje w nim jako świadek aktu nadania tego prawa.

## Nazwa
Nazwa miejscowości po raz pierwszy zanotowana w łacińskim dokumencie z 1323 roku jako Smolz. 1324/1326 - Smolcz, w 1328 Smolicz oraz Smolize, 1336 Schmolz, 1337 Schmolcz oraz Smolcz polonicale. W 1630 oraz 1736 Smoltz, 1795 Smoltsch oraz 1802 Schmoltsch. 
Według niemieckiego językoznawcy Heinricha Adamy’ego nazwa miejscowości pochodzi od polskiej nazwy „smoły” i wiąże ją z miejscem jej produkcji. W swoim dziele o nazwach miejscowych na Śląsku wydanym w 1888 roku we Wrocławiu wymienia on jako najstarszą zanotowaną nazwę miejscowości Smolcz podając jej znaczenie „Teerosenplatz” czyli po polsku „miejsce smoły”. Niemcy zgermanizowali nazwę na Schmolz w wyniku czego utraciła ona swoje pierwotne znaczenie. Podobny wywód przedstawia również niemiecki językoznawca Paul Hefftner. W książce o nazwach miejscowych regionu wrocławskiego z 1910 roku pisze „Abgeleitet vom poln. smoła, asl. smola = bitumen Pech, Teer”.

## Osiedle Leśne
Nowa część Smolca to Osiedle domów wielorodzinnych i jednorodzinnych zbudowane od podstaw na północ od wsi, ok. 2 km od granic Wrocławia, docelowo dla pięciu tysięcy mieszkańców. Osiedle sąsiaduje z Portem Lotniczym im. Mikołaja Kopernika we Wrocławiu.

## Zabytki
Do wojewódzkiego rejestru zabytków wpisany jest:
- zespół kościoła ewangelickiego, obecnie par. rzym.-kat. pw. Narodzenia NMP, z 1908 r.:
  - kościół
  - plebania
  - cmentarz kościelny
- zamek w ruinie, zbudowany na wyspie w 1523 r. w stylu renesansowym z prostokątną wieżą od strony wschodniej, i dwukrotnie przebudowany w XVIII i XIX w. Zniszczony w 1945.

## Sport
- Smoleckie Towarzystwo Sportowe Sokół Smolec (klasa A piłki nożnej mężczyzn).